# Лесюк Микола Петрович
Мико́ла Петро́вич Лесю́к (25 лютого 1940, с. Ковалівка Коломийського району — 12 листопада 2024, Івано-Франківськ) український мовознавець. Досліджував питання слововживання.

## Біографічні відомості
Народився 25 лютого 1940 року в с. Ковалівка Коломийського району Івано-Франківської області.
Закінчив Івано-Франківський педагогічний інститут. Працював на шахтах Донбасу.
З 1967 року працює в Івано-Франківському педагогічному інституті за сумісництвом, а з 1975-го на штатній посаді працював на кафедрі української мови. 
У 1983-1989 - завідувач кафедри української мови Івано-Франківського державного педагогічного інституту імені Василя Стефаника.
У 1975–1983 — заступник декана, в 1989–2004 — декан філологічного факультету Івано-Франківського державного педагогічного інституту імені Василя Стефаника (з 1992 р. - Прикарпатський національний університет імені Василя Стефаника).
М. Лесюк та інші викладачі цієї кафедри проводили курси української мови, які після надання їй у жовтні 1989 р. державного статусу було зорганізовано на багатьох промислових підприємствах та в установах нашого обласного центру.
У 1996 році Миколу Лесюка обрали на посаду професора та завідувача кафедри слов'янських мов Прикарпатського національного університету імені Василя Стефаника.
У 2004 році в Прикарпатському університеті створили інститут філології, що об'єднав усі філологічні спеціальності (українська, англійська, польська, німецька, французька, російська, китайська мови). Першим директором цього інституту впродовж двох років був М. Лесюк.

## Наукова діяльність
260 наукових праць, спрямовані на утвердження державного статусу і збереження чистоти української мови його публікації та виступи в пресі й інших ЗМі. Його статті публікували в наукових виданнях не лише України, а й Польщі, Чехії, Білорусі, Росії.
1993-го Микола Лесюк у видавництві «Вища школа» випустив у світ спільно з Ярославою Вакалюк навчальний посібник з української мови для університетів, 2004 р. — книжку «Доля моєї мови», що мала значний громадський резонанс в Україні ( статті про функціонування української мови в умовах перманентних заборон, тривалої експансії окупаційних режимів російської, а потім радянської імперій), та посібник «Українська мова. На допомогу вступникам». 
2005 — підручник-самовчитель української мови для поляків. 
2009 — монографія «Мовний світ сучасного галицького села», де охарактеризовано говірку рідної Ковалівки, зібрано фразеологізми та паремії, записані від матері й інших жителів села, подано зразки місцевого мовлення.
Досліджує історію становлення української літературної мови в Галичині. 

## Громадська діяльність
Делегат установчої конференції Товариства української мови ім. Тараса Шевченка в Києві 11 лютого 1989 р., одним із організаторів проведеної через два місяці, 15 квітня, установчої конференції обласної організації цього товариства, автором першого її статуту.
Лесюк співав у чоловічій хоровій капелі «Червона калина». член Народного руху України. Депутат обласної ради першого і третього демократичних скликань (обидва рази очолював її постійну комісію з питань освіти, науки та культури), членом президії ради.

## Відзнаки і нагороди
За вагомий внесок у справу українського відродження, багаторічну сумлінну працю та з нагоди 140-річчя «Просвіти» він отримав Подяку прем'єр-міністра України.
М. Лесюк нагороджений медаллю «Будівничий України», має чимало грамот Міністерства освіти і науки України, Центрального правління товариства «Просвіта», ОДА та обласної ради, івано-Франківської єпархії УГКЦ.
1996 р. — премія ім. Марійки Підгірянки обласної організації Товариства української мови ім. Т. Шевченка «Просвіта».
2004 р. — міська премія ім. Івана Франка за книжку «Доля моєї мови».

## Праці
- Доля моєї мови. — Івано-Франківськ: Нова Зоря, 2004. — 288 с.
- Мовний світ сучасного галицького села (Ковалівка Коломийського району). — Івано-Франківськ: Нова Зоря, 2008. — 328 с.
- Еротизм в українському пісенному фольклорі. — Івано-Франківськ: Місто НВ, 2010. — 244 с. — ISBN 978-966-428-153-6[2]
- Становлення і розвиток української літературної мови в Галичині. — Івано-Франківськ: Місто НВ, 2014—732 с. — ISBN 978-966-428-342-4
- Мова чи язик? — Івано-Франківськ: Місто НВ, 2017. — 416 с.
- Словник мови художніх творів Василя Стефаника (фрагмент) — літери Г, Ґ, Д, Е, Є, Ж, З). — Івано-Франківськ: Місто НВ, 2021. — 391 с.[3]
- Мовна стихія Ковалівки. — Івано-Франківськ: Нова Зоря, 2024

про Лесюка
- Микола Петрович Лесюк: Покажч.публ. (до 60-річчя від дня народж.) / Зібрав і уклав М. Бігусяк. — Івано-Франкіськ: Плай, 2000. — 26 с.
- Кохан В. Син землі ковалівської [ проф., зав. каф. слов'ян. мов ПНУ М. Лесюк ] / В. Кохан // Вільний голос. — 2009. — 2 черв.
- Хороб С. Сподвижник науки й освіти (до 70-річчя з дня народження Миколи Лесюка) / С. Хороб // Прикарпатський вісник НТШ. Слово. — 2009. — № 2. — С. 405—410.
- Лесюк М. Пам'ятаймо про минуле, неповторне, невідоме: [ до 70-літнього ювілею філол. фак. ПНУ ] / Микола Лесюк // Вісник Прикарпатського університету. Філологія. Вип. 23/24. — Івано-Франківськ, 2010. — С. 3–10.
- Микола Петрович Лесюк [ Текст ]: бібліогр. покажч. : (до 70-річчя від дня народж.) / М-во освіти і науки України [ та ін. ] ; відп. ред. та авт. передм. М. В. Бігусяк ; упоряд. І. М. Арабчук. — Івано-Франківськ: ПНУ ім. В. Стефаника, 2010. — 72 с. : портр. — (Вчені Прикарпатського національного університету).
- Бігусяк М. Микола Петрович Лесюк. Штрихи до портрета: науковця, педагога, українця / Михайло Бігусяк // Вісник Прикарпатського університету. Філологія. Вип. 23/24. — Івано-Франківськ, 2010. — С. 370—373. — Бібліогр. в кінці ст.
- Арсенич П. Світ слова Миколи Лесюка [ мовознавця і перекладача, зав. каф. слов'ян. мов ПНУ ім. В. Стефаника ] / П. Арсенич // Галичина. — 2010. — 25 лют. — С. 13; Галицька просвіта. — 4 берез. — С. 2.
- Березовський П. Відомий просвітянин Прикарпаття [ до 70-річчя проф., зав. каф. слов'ян. мов ПНУ М. Лесюка ] / П. Березовський // Краєзнавець Прикарпаття. — 2010. — № 15. — С. 78–79.